# Ceropegia erergotana
Ceropegia erergotana är en oleanderväxtart som beskrevs av Michael George Gilbert. Ceropegia erergotana ingår i släktet Ceropegia och familjen oleanderväxter. Inga underarter finns listade i Catalogue of Life.